# Sant Galderic de Perpinyà
Sant Galderic de Perpinyà, o, popularment, Sant Galdric, és una capella, antiga església parroquial, de la ciutat de Perpinyà, a la comarca del Rosselló, de la Catalunya del Nord.

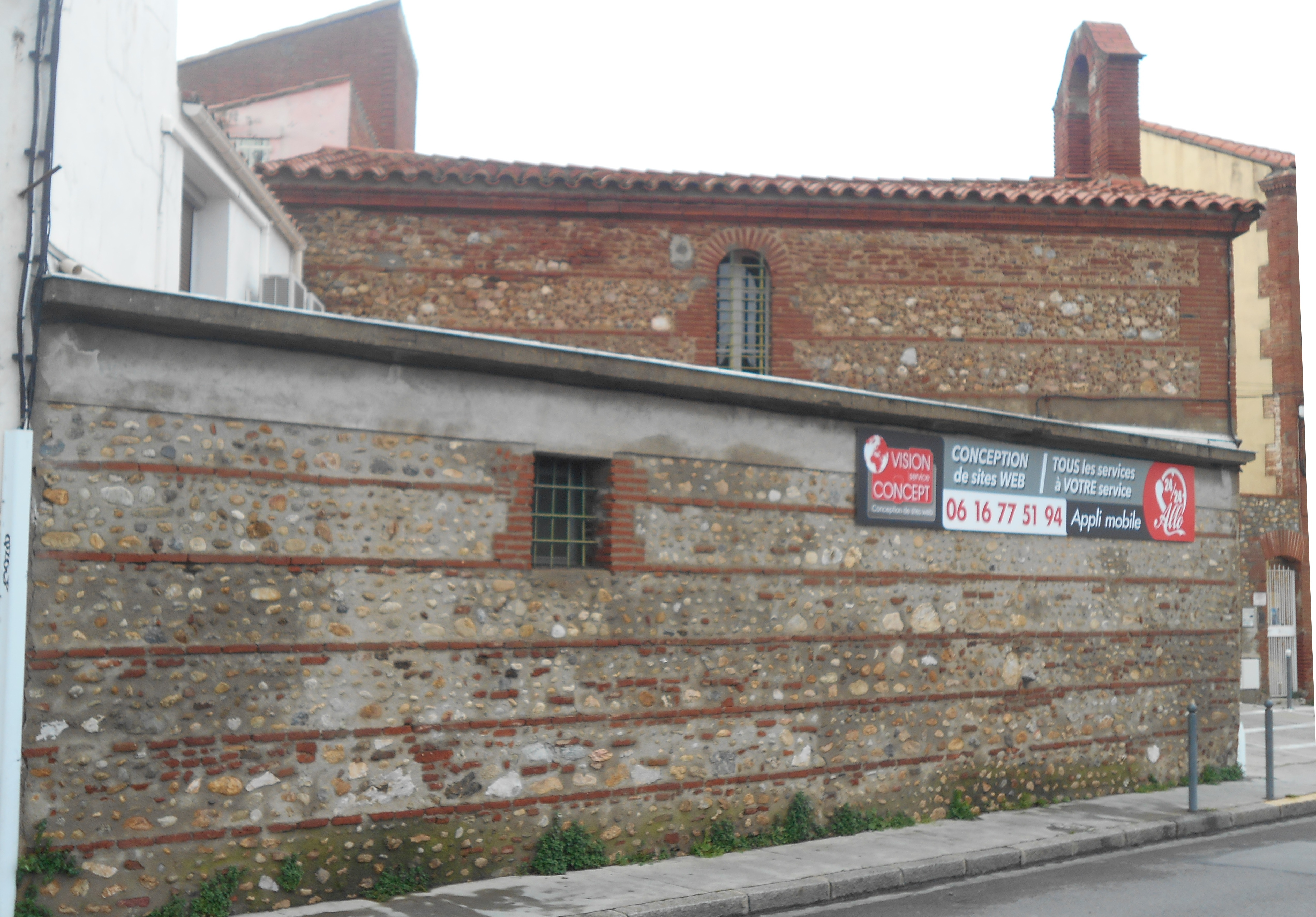
L'església, des del sud-est

És al sector més a llevant del terme comunal de Perpinyà, al Camí de Sant Roc.
Sant Galderic, popularment Galdric, antic patró de la pagesia catalana, és el patró secundari de la diòcesi d'Elna i Perpinyà. La seva capella rural, propera a llevant de la capital nord-catalana, era antigament motiu de forta devoció popular. Per això, en crear-se noves parròquies en el bisbat de la Catalunya Nord al llarg del segle XX (1963, en aquest cas), es va pensar a convertir l'antiga capella en parròquia. La nova església parroquial de Sant Galderic és a prop de l'antiga capella, uns 500 metres al nord-est, al carrer de Sant Vicenç, prop de la cruïlla d'aquest carrer amb l'avinguda de Jean Mermoz i amb la del General Jean Gilles, a l'HLM Lopofa.